# Adrienne Cornelder-Doffegnies
Thomasine Adrienne Cornelder-Doffegnies (Zevenaar, 2 april 1865 – Nijmegen, 11 oktober 1937) was een Nederlands kunstschilder, aquarellist en tekenaar. Ze signeerde haar werk als A. Cornelder-Doffegnies.

## Leven en werk
Adrienne Doffegnies was een dochter van Johannes Joseph Doffegnies en Sara Maria Rookmaker. Haar vader had als amateurschilder les gehad van Andreas Schelfhout. Hij was directeur van het postkantoor in Zevenaar, toen hij in 1869 inspecteur der posterijen werd, verhuisde het gezin naar Den Haag. Adrienne werd opgeleid aan damesklas van de Haagse Academie van Beeldende Kunsten, als leerling van Frits Jansen. Ze kreeg later nog les van de schilders Willem Oppenoorth en H.M. Krabbé. In 1888 trouwde ze met Hendrik Willem Cornelder (1865-1939), zakenman. Na de geboorte van een dochter vestigden ze zich in Nijmegen. Het echtpaar bleef tot hun overlijden in de stad wonen, met een onderbreking van zeven jaar vanaf 1895, toen ze in landhuis de Uleput in Berg en Dal woonden. Daar werd zoon Henk Cornelder (1896-1990) geboren, die als schilder in zijn moeders voetsporen trad. In Nijmegen ontmoette Cornelder-Doffegnies de schilder Jan Toorop, die haar aanwijzingen gaf en aanspoorde meer te exposeren.
Cornelder-Doffegnies schilderde in aquarel en een aantal malen in olieverf, met een eigen stijl in de traditie van de Haagse School. Ze kreeg vooral bekendheid met haar bloemschilderijen, maar schilderde ook landschappen en portretten. De schilderes toonde vanaf 1887 haar werk op tentoonstellingen in binnen- en buitenland, in Nijmegen bij de Nijmeegse Kunstvereeniging en bij kunstkring ‘In Consten Eén’, verder onder meer tijdens de internationale kunsttentoonstelling in Scheveningen (1902), de Nationale tentoonstelling van kunstwerken in Den Haag (1915) en de Nationale tentoonstelling van beeldende kunsten (1920) in Scheveningen. Ze won de eerste prijs op een tentoonstelling bij het Koninklijk Zoölogisch-Botanisch Genootschap in Den Haag (1893). In 1915 was ze naast onder anderen G.M. Kam, Maria Robert-Jansen, Toorop en J.J. Weve lid van het Nijmeegs comité dat meewerkte aan de Nationale tentoonstelling van kunstwerken in de Pulchri Studio. 
Naar aanleiding van een tentoonstelling in Den Haag in 1927, schreef een recensent van de Opregte Haarlemsche Courant: "Vooral haar aquarelleeren vertoont groote vaardigheid en gevoeligheid en haar bedreven penseel en fijn speurend oog weet met deze techniek levendige, blijde effecten te bereiken. Zij is daarbij degelijk geschoold en beheerscht de moeilijkheden van van het vak. (...) De hoofdzaak is, dat zij, met de oogen der impressionisten ziende, zuivere en eerlijke kunst geeft en niet streeft naar gewilde effecten, die mode mocht wenschen. Mevrouw Cornelder is op de eerste plaats schilderes van bloemen, die zij met ontroering heeft waargenomen, in welker wezen zij zich verdient heeft en die zij nooit moede werd te schilderen." Ze kwam -tot verontwaardiging van Toorop- niet door de ballotage van de Haagse Kunstkring, maar werd wel lid van de In Consten Eén, de Kunstenaarsvereniging Sint Lucas (1917) en Arti et Amicitiae (1918). In 1930 zat ze naast onder anderen Eugène Lücker, Charles Hammes en Joan Collette in het organiserend comité van een kunsttentoonstelling ter gelegenheid van het 700-jarig bestaan van de stad.
Adrienne Cornelder-Doffegnies overleed in 1937, op 72-jarige leeftijd, en werd begraven op Rustoord. Een aantal maanden na haar overlijden werd de hele inboedel, inclusies schilderijen, aquarellen en pastellen, grotendeels van haarzelf, geveild. In 1990 werd bij de Commanderie van Sint Jan in Nijmegen een tentoonstelling gehouden met werk van haarzelf en haar zoon Henk.

## Archief
In oktober 2022 ontving het RKD-Nederlands Instituut voor Kunstgeschiedenis het archief van  Adrienne Doffegnies en van haar zoon Henk Cornelder, die ook kunstschilder was. Het archief werd geschonken door Doffegnies’ achterkleinkinderen Lous en Ingrid Martin. Het archief bestaat voornamelijk uit honderden brieven, waaronder correspondentie met haar zoon, maar omvat ook foto’s en een boedellijst die werd opgesteld na het overlijden van Doffegnies.

## Enkele werken

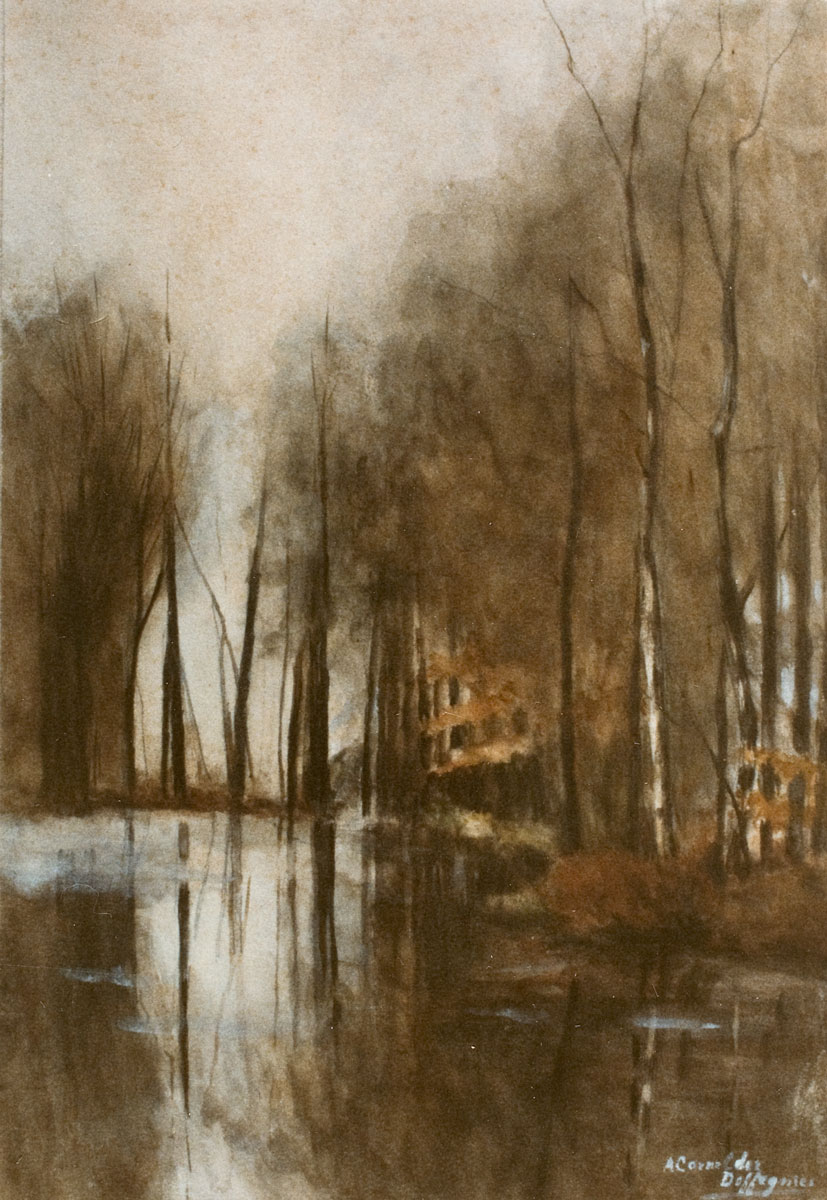
Meer en bomen
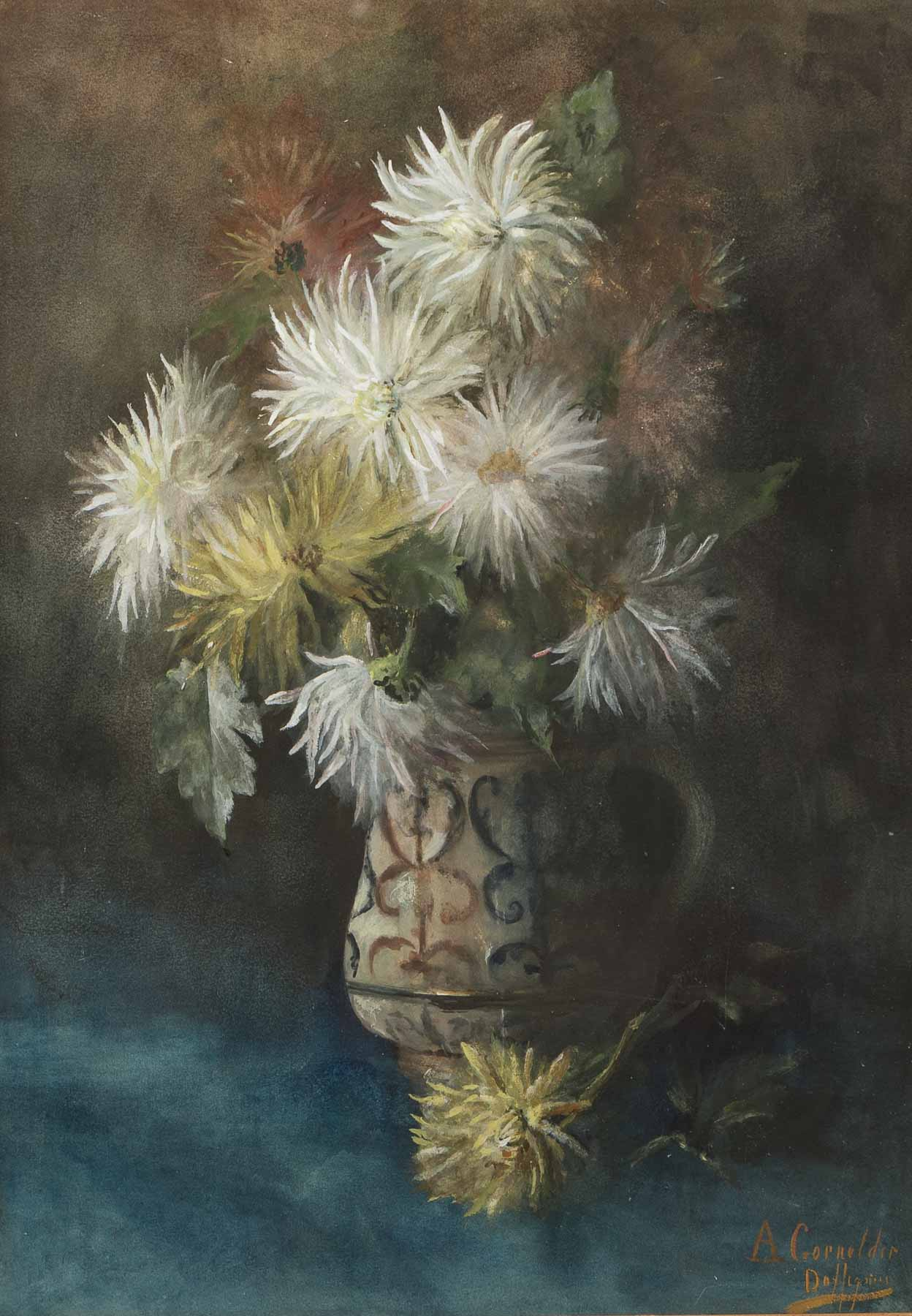
Bloemstilleven
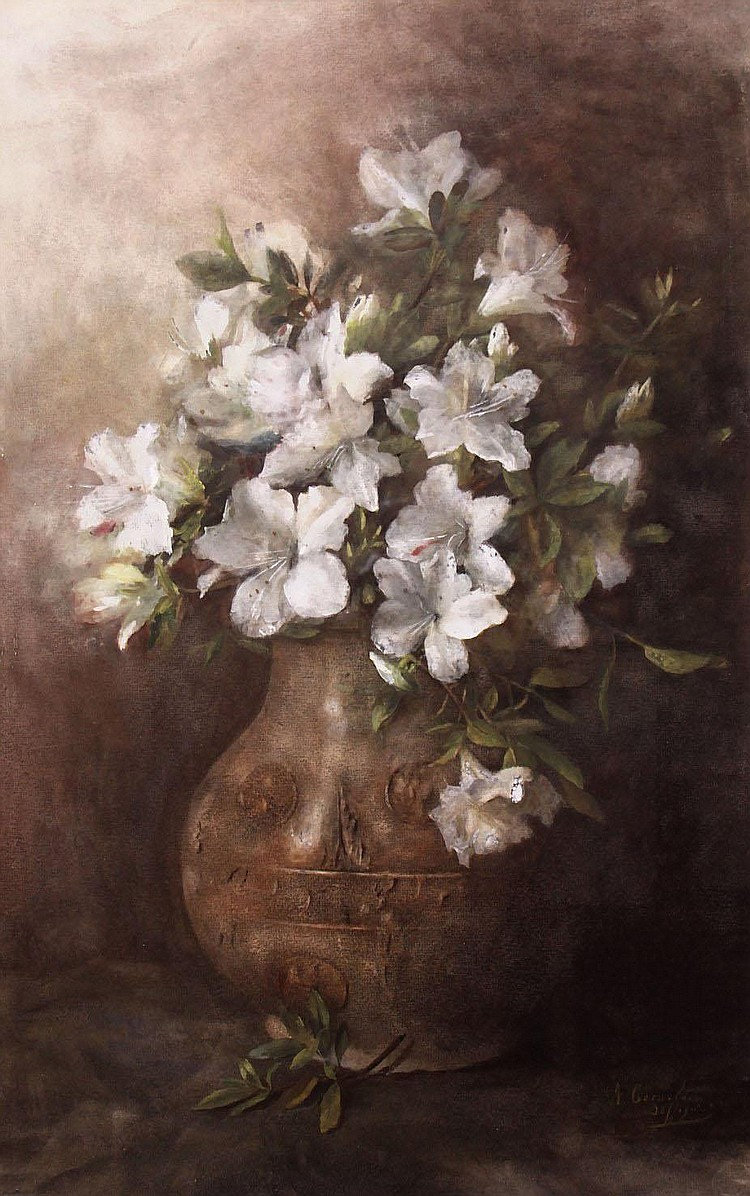
Bloemstilleven met bruine vaas

- Biografisch Portaal: 04183015
- Gemeinsame Normdatei: 174196520
- International Standard Name Identifier: 0000 0003 5660 6565
- Nederlandse Thesaurus van Auteursnamen: 075145359
- RKD-Nederlands Instituut voor Kunstgeschiedenis: 88537
- Virtual International Authority File: 189904895
- WorldCat: E39PBJkD39kGTPdCCYycf9JCcP